# Scopula asthena
Scopula asthena är en fjärilsart som beskrevs av Inoue 1943. Scopula asthena ingår i släktet Scopula och familjen mätare. Inga underarter finns listade.